# Timothy Ray Brown
Timothy Ray Brown (Seattle, 11 de marzo de 1966 – Palm Springs, 29 de septiembre de 2020) fue un traductor estadounidense considerado como la primera persona en ser curada del SIDA/VIH en el mundo. Brown fue diagnosticado de VIH en 1995 mientras estudiaba en Berlín, Alemania, dándole el apodo "El Paciente de Berlín".

## Procedimiento
En 2007, Brown, que era VIH positivo, experimentó un procedimiento conocido como Trasplante de médula ósea ejecutado por un equipo de doctores en Berlín, Alemania, incluyendo a Gero Hütter, mientras experimentaban con una célula de raíz trasplantada para leucemia. De 60 donantes semejantes, seleccionaron un individuo con [CCR5]-Δ32 homozygous con dos copias genéticas de una variante rara de un receptor de superficie de la célula. Este rasgo genético confiere resistencia a la infección de VIH de anexo bloqueador de VIH a la célula. Aproximadamente 10% de las personas de ascendencia europea tienen esta mutación heredada, pero es más raro en otras poblaciones. El trasplante fue repetido un año más tarde después de una recaída. Tres años después del trasplante inicial y a pesar de interrumpir la terapia antirretroviral, los investigadores no detectaron VIH ni en la sangre del receptor del trasplante ni en varias biopsias. Para los niveles de VIH específicos, los anticuerpos concretos también habían desaparecido, generando la especulación de que el paciente pudo haber sido funcionalmente curado del VIH. Aun así, los científicos enfatizan que esto es un caso inusual. Potencialmente el trasplante complicaciones (el "paciente de Berlín" adoleció la enfermedad de injerto contra huésped y leucoencefalopatía) significa que el procedimiento no podría ser ejecutado en otros pacientes con VIH, incluso si los números suficientes de donantes adecuados fuesen encontrados.
En 2012, Daniel Kuritzkes informó los resultados de dos células de raíz trasplantadas en pacientes con VIH.  Ellos no, aun así, donantes de uso con el Δ32 deletion. Después de sus procedimientos de trasplante, ambos fueron puestos en terapias antirretrovirales, durante las cuales tampoco mostró rastros de VIH en su plasma de sangre y células T CD4  purificadas, que utilizan un método de cultura sensible (menos de 3 copias/mL). Aun así, el virus fue detectado  una vez más en ambos pacientes, en algún tiempo después que discontinuaban la terapia.

## Fundación Timothy Ray Brown
En julio de 2012 Brown anunció la formación de la Fundación de Timothy Ray Brown en Washington, D.C., dedicada a luchar contra el SIDA/VIH.

## Fallecimiento
Luego de una batalla de cinco meses contra la leucemia, falleció el 29 de septiembre de 2020 en California a los 54 años.